# Thomas J. Van Alstyne

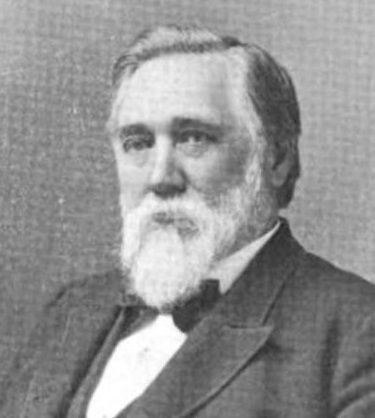
Thomas J. Van Alstyne

Thomas Jefferson Van Alstyne (* 25. Juli 1827 in Richmondville, New York; † 26. Oktober 1903 in Albany, New York) war ein US-amerikanischer Jurist und Politiker. Zwischen 1883 und 1885 vertrat er den Bundesstaat New York im US-Repräsentantenhaus.

## Werdegang
Thomas Jefferson Van Alstyne besuchte Gemeinschaftsschulen, die Moravia Academy und die Hartwick Seminary. 1848 graduierte er am Hamilton College in Clinton. Er studierte Jura in Albany. Seine Zulassung als Anwalt erhielt er 1849 und begann dann in dieser Stadt zu praktizieren. Während des Bürgerkrieges diente er als Judge Advocate mit dem Dienstgrad eines Majors. Zwischen 1871 und 1882 war er Richter im Albany County. Politisch gehörte er der Demokratischen Partei an.
Bei den Kongresswahlen des Jahres 1882 für den 48. Kongress wurde Van Alstyne im 16. Wahlbezirk von New York in das US-Repräsentantenhaus in Washington, D.C. gewählt, wo er am 4. März 1883 die Nachfolge von Michael N. Nolan antrat. Im Jahr 1884 erlitt er bei seiner Wiederwahlkandidatur eine Niederlage und schied nach dem 3. März 1885 aus dem Kongress aus.
Nach seiner Kongresszeit ging er wieder seiner Tätigkeit als Anwalt nach. Zwischen 1898 und 1900 war er als Nachfolger von John Boyd Thacher Bürgermeister in Albany. Er verstarb dort am 26. Oktober 1903 und wurde dann auf dem Albany Rural Cemetery beigesetzt.